# Mario Biondi (chanteur)
Pour les articles homonymes, voir Mario Biondi (homonymie).
Mario Biondi, né le 28 janvier 1971 à Catane, Italie, est un chanteur italien de soul.

## Biographie
Mario Biondi est le fils d'un chanteur de chansons populaires. Durant sa jeunesse, il a chanté dans divers petits chœurs. Des années après, il a accompagné Franco Califano, Peppino di Capri, Fred Bongusto, Rosario Fiorello et d'autres durant leurs tournées de concerts. Après une longue série de participations avec des artistes italiens et internationaux, et une petite production de musique disco, il a obtenu un succès en 2006 avec l'album Handful of Soul. Sa voix profonde et chaleureuse rappelle les grands interprètes de soul et de rhythm and blues, notamment Barry White. En 2007, il sort un double album live, intitulé I Love You More (Live). En 2010, il sort un album Yes You (Live), suivi en 2011 du double album Due. En 2013, Biondi a publié l'album Sun, suivi par Beyond en 2015.

## Discographie
- 2006 : Handful of Soul
- 2007 : I Love You More (Live)
- 2010 : If
- 2010 : Yes You (Live)
- 2011 : Due
- 2013 : Sun
- 2015 : Beyond
- 2016 : Best of Soul
- 2018 : Brasil
- 2021 : Dare
- 2022 : Romantic
- 2023 : Crooning Undercover